# Da Lat

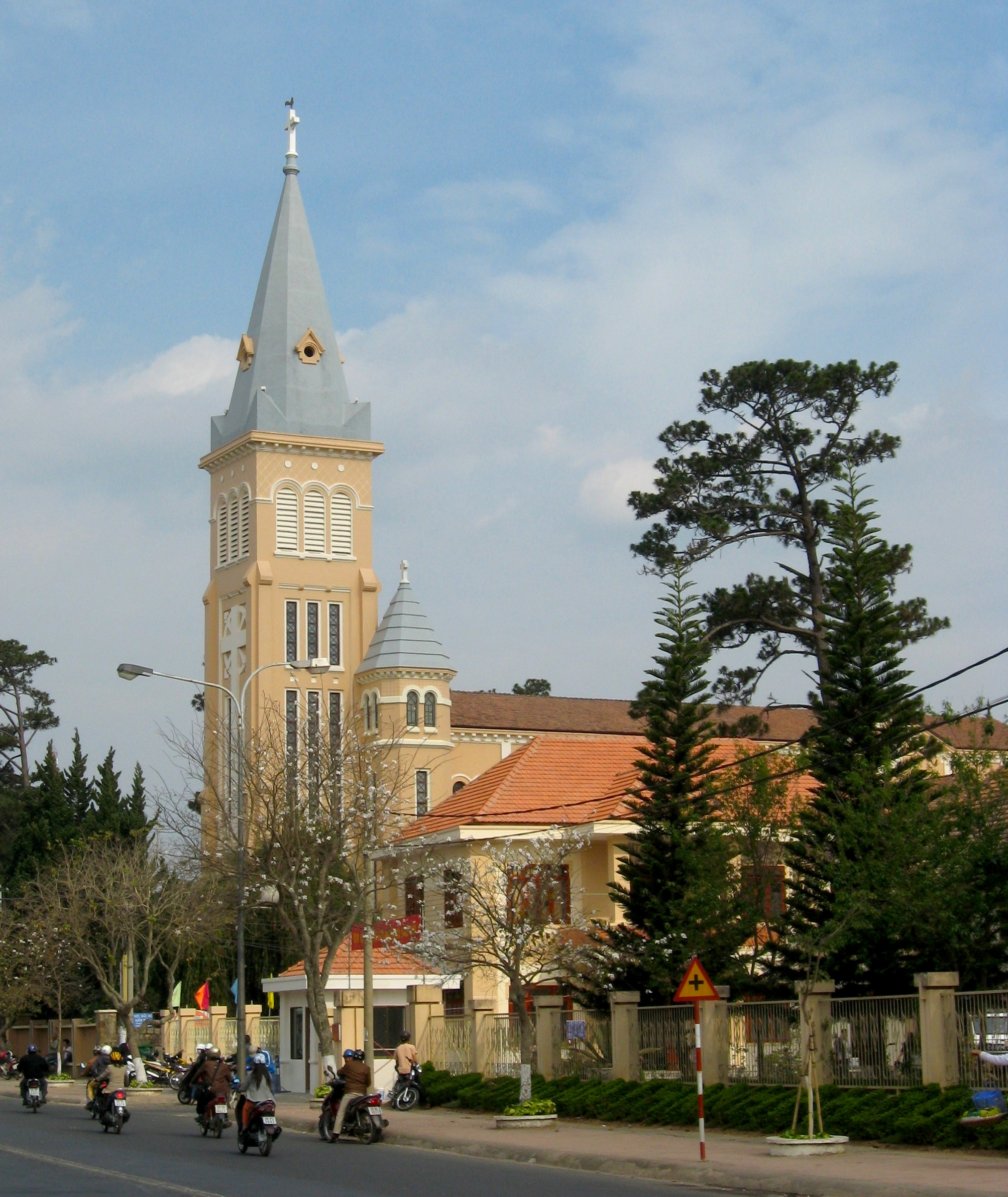
Da Lat

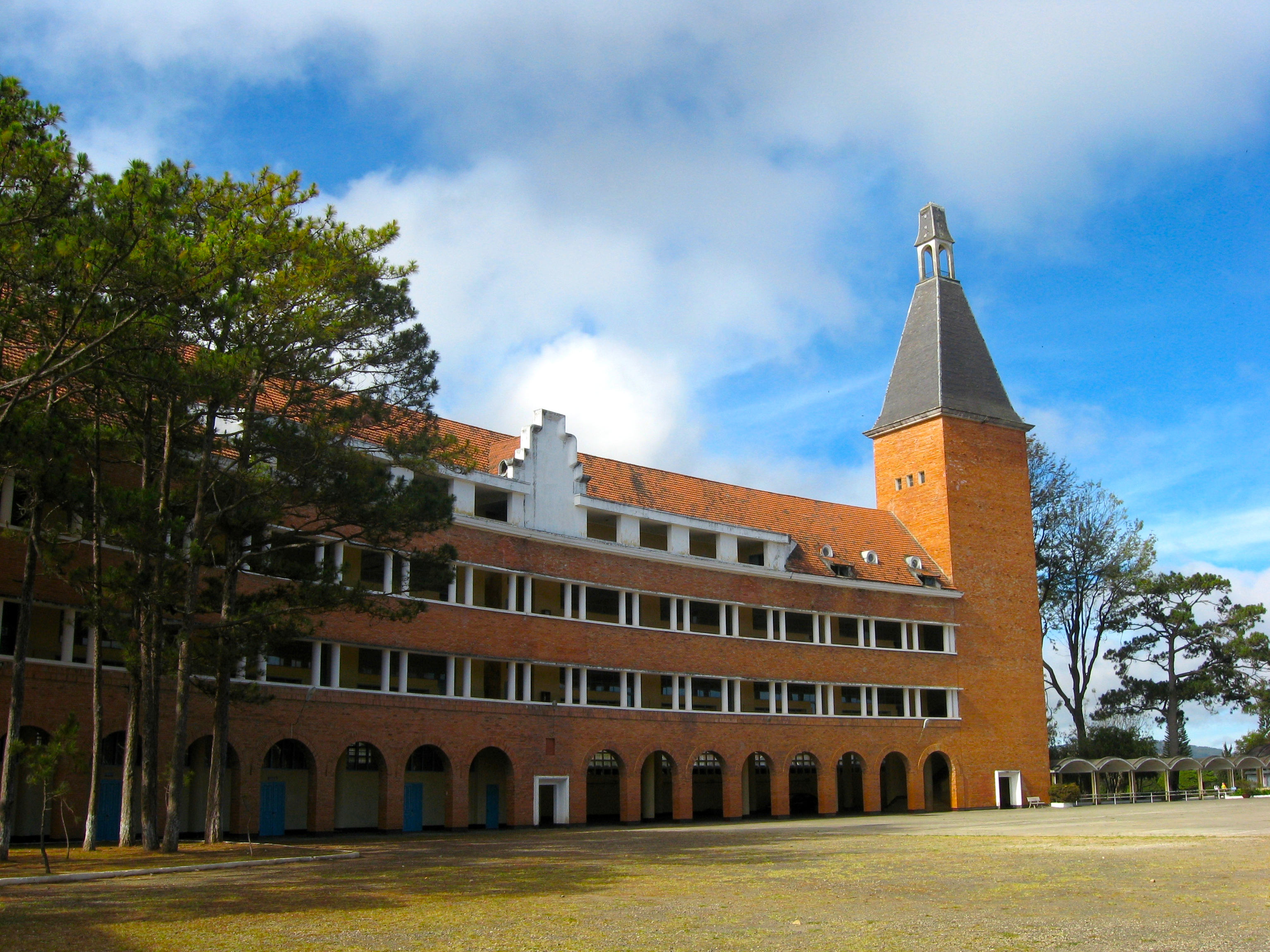
Da Lat

Da Lat (o Dalat) è una città del Vietnam capoluogo della provincia di Lam Dong nella regione di Tay Nguyen. Da Lat è il capoluogo della provincia di Lam Dong. Da Lat è situata sull'altopiano, a 1500 m sul livello del mare, con clima temperato.
I francesi iniziarono a costruire questa città nel 1907 dopo che Yersin ebbe esplorata questa regione. Si iniziò costruendo numerose ville, alberghi per località, secondo lo stile architettonico proprio della Francia del tempo.
La popolazione nel 2019 era di 226 578 abitanti, di cui 202 124 urbani. Il comune ha una superficie di 393,29 km².
Da Lat è una popolare destinazione turistica, avendo un clima temperato.

## Geografia fisica

### Clima
Da Lat gode di clima temperato ed è per questo una delle città soprannominate "città dell'eterna primavera": la temperatura media, infatti, si mantiene al di sopra dei 10 °C in inverno e non supera i 25 °C in estate. Nonostante si trovi nel Vietnam meridionale, questo è reso possibile dall'altitudine a cui è situata la città, circa 1500 m sul livello del mare. Il clima dolce e clemente permette inoltre alla città di avere una grande varietà di colture di fiori e di frutti. La più alta temperatura mai registrata a Da Lat è stata pari 27 °C, mentre la più bassa è stata di 6,5 °C.

## Monumenti e luoghi d'interesse

### Architetture religiose
In quanto sede della diocesi di Da Lat la città ospita la cattedrale di San Nicola di Bari, costruita negli anni 30 in stile neoromanico dai francesi.

## Infrastrutture e trasporti
L'Aeroporto di Lien Khuong dista 26 km a sud di Da Lat.

## Galleria d'immagini

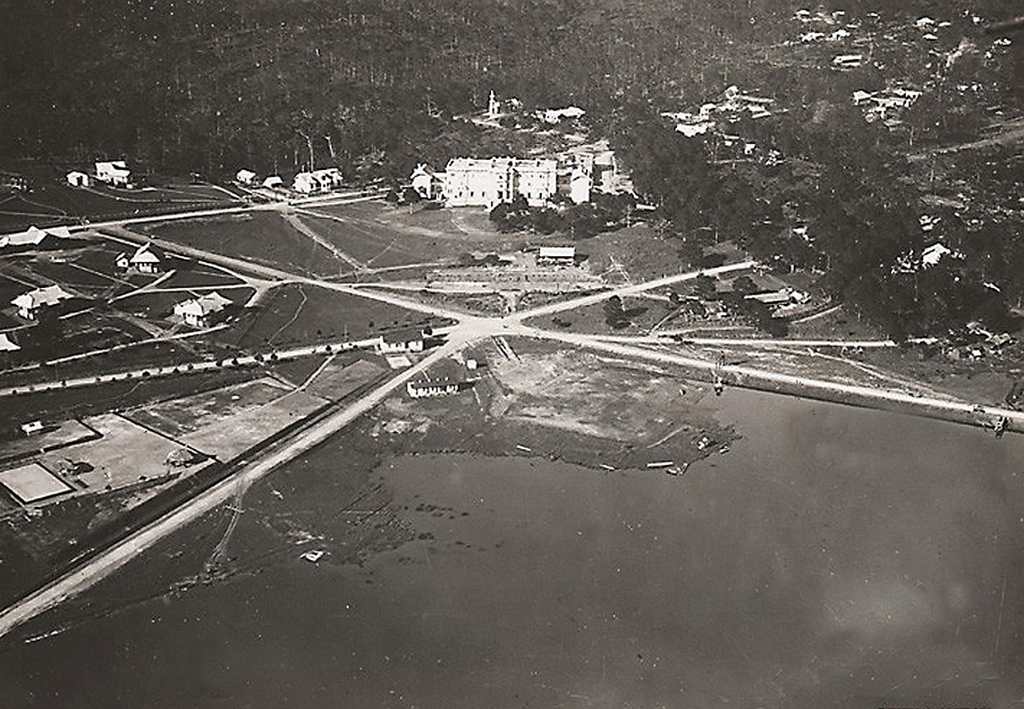
Da Lat nel 1931 quando era una località di villeggiatura
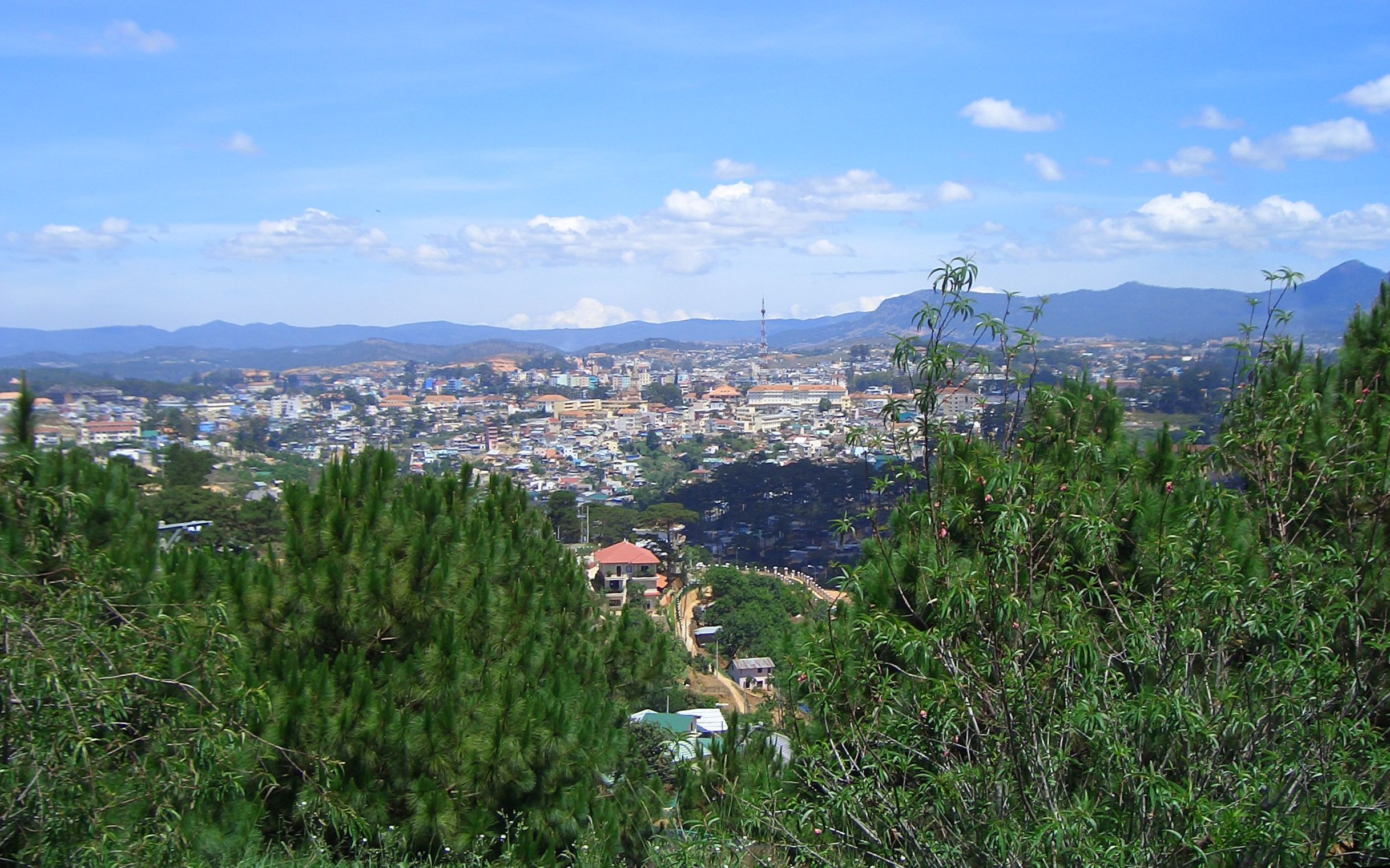
Vista sulla città
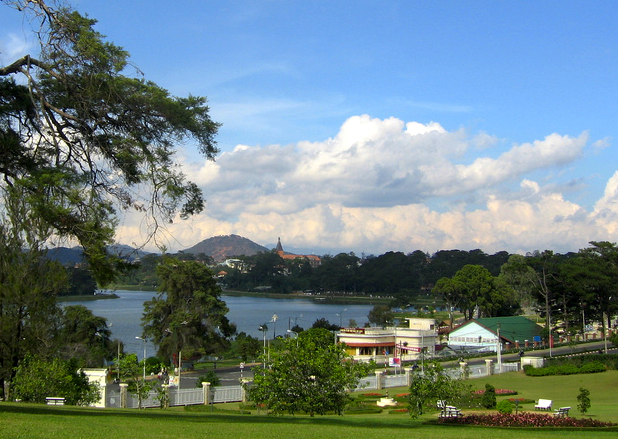
Il lago Xuan Huong